# Vigilante (Fernsehserie)
Vigilante (koreanischer Originaltitel: 비질란테; RR: Bi-jil-lan-te) ist eine südkoreanische Serie, basierend auf dem gleichnamigen Webtoon von CRG und Kim Kyu-sam. Die Uraufführung der ersten drei Episoden fand im Rahmen der 28. Ausgabe des Busan International Film Festival statt. Die reguläre Veröffentlichung der Serie erfolgte in Südkorea am 8. November 2023 als Original durch Disney+ via Star. Im deutschsprachigen Raum fand die Erstveröffentlichung der Serie am selben Tag durch Disney+ via Star statt.
Die Serie wurde um eine zweite Staffel verlängert.

## Handlung
Kim Ji-yong, ein Student der Nationalen Polizeihochschule, zeichnet sich durch seinen Fleiß und seine guten Leistungen aus. Doch er führt ein Doppelleben. In einem Leben mimt er den gesetzestreuen Polizisten, im anderen knöpft er sich kaltblütig Kriminelle vor, die das Gesetz umgehen und verhöhnen. Seine Motivation liegt tief in seiner Kindheit, als seine Mutter auf offener Straße von einem Schläger grundlos zu Tode geprügelt wurde. Der Täter wurde verurteilt, aber die Strafe fiel so mild aus, dass der Täter keinen Grund sah, sich nach Verbüßung seiner Freiheitsstrafe zu ändern und weitermachte wie bisher. Angetrieben von seinem Wunsch, den Opfern Gerechtigkeit widerfahren zu lassen, und seiner Enttäuschung über die mitunter laxen Gesetze, welche Täter nicht abschrecken und Opfern keine Gerechtigkeit zuteilwerden lassen, beschließt Kim Ji-yong, die Sache selbst in die Hand zu nehmen und Selbstjustiz zu üben. Die Handlungen von Kim Ji-yong, welche von der Öffentlichkeit aufmerksam verfolgt und bejubelt werden, werden publikumswirksam von der Reporterin Choi Mi-ryeo festgehalten, die dem unbekannten Selbstjustizler den Namen „Vigilante“ verlieh. Kim Ji-yong erhält tatkräftige Unterstützung von seinem Bewunderer Jo Gang-ok, der über die erforderlichen Ressourcen verfügt und den „Vigilante“ geschaffen hat. Währenddessen nimmt der leitende Polizeibeamte Jo Heon die Ermittlungen auf und beginnt die Jagd nach dem zweischneidigen Helden „Vigilante“.

## Besetzung
| Rolle        | Schauspieler  |
| ------------ | ------------- |
| Kim Ji-yong  | Nam Joo-hyuk  |
| Jo Heon      | Yoo Ji-tae    |
| Jo Gang-ok   | Lee Joon-hyuk |
| Choi Mi-ryeo | Kim So-jin    |

## Episodenliste

### Staffel 1
| Nr. (ges.) | Nr. (St.) | Deutscher Titel | Originaltitel | Erstveröffentlichung (Südkorea) | Deutschsprachige Erstveröffentlichung (D/A/CH) |
| ---------- | --------- | --------------- | ------------- | ------------------------------- | ---------------------------------------------- |
| 1          | 1         | Folge 1         | 제 1화        | 8. Nov. 2023                    | 8. Nov. 2023                                   |
| 2          | 2         | Folge 2         | 제 2화        | 8. Nov. 2023                    | 8. Nov. 2023                                   |
| 3          | 3         | Folge 3         | 제 3화        | 15. Nov. 2023                   | 15. Nov. 2023                                  |
| 4          | 4         | Folge 4         | 제 4화        | 15. Nov. 2023                   | 15. Nov. 2023                                  |
| 5          | 5         | Folge 5         | 제 5화        | 22. Nov. 2023                   | 22. Nov. 2023                                  |
| 6          | 6         | Folge 6         | 제 6화        | 22. Nov. 2023                   | 22. Nov. 2023                                  |
| 7          | 7         | Folge 7         | 제 7화        | 29. Nov. 2023                   | 29. Nov. 2023                                  |
| 8          | 8         | Folge 8         | 제 8화        | 29. Nov. 2023                   | 29. Nov. 2023                                  |